# 陸永茂
陸永茂（1958年9月27日—2022年5月24日），曾任教於南王國小少棒隊，2000年時曾被選印為新臺幣500元的鈔票封面上，2022年5月24日在宜蘭縣三星鄉的家中驟逝，享壽63歲。

## 外部連結
- 陸永茂在台灣棒球維基館上的頁面（繁體中文）